# Blepharosis montana
Blepharosis montana là một loài bướm đêm trong họ Noctuidae.